# Лобода смердюча
Лобода смердюча, лобода смердяча, лобода Шрадера, лобода вонюча (Chenopodium vulvaria L.) — вид рослин з роду лобода (Chenopodium) родини амарантових (Amaranthaceae). Народні назви: материнка, пать-трава.

## Загальна біоморфологічна характеристика

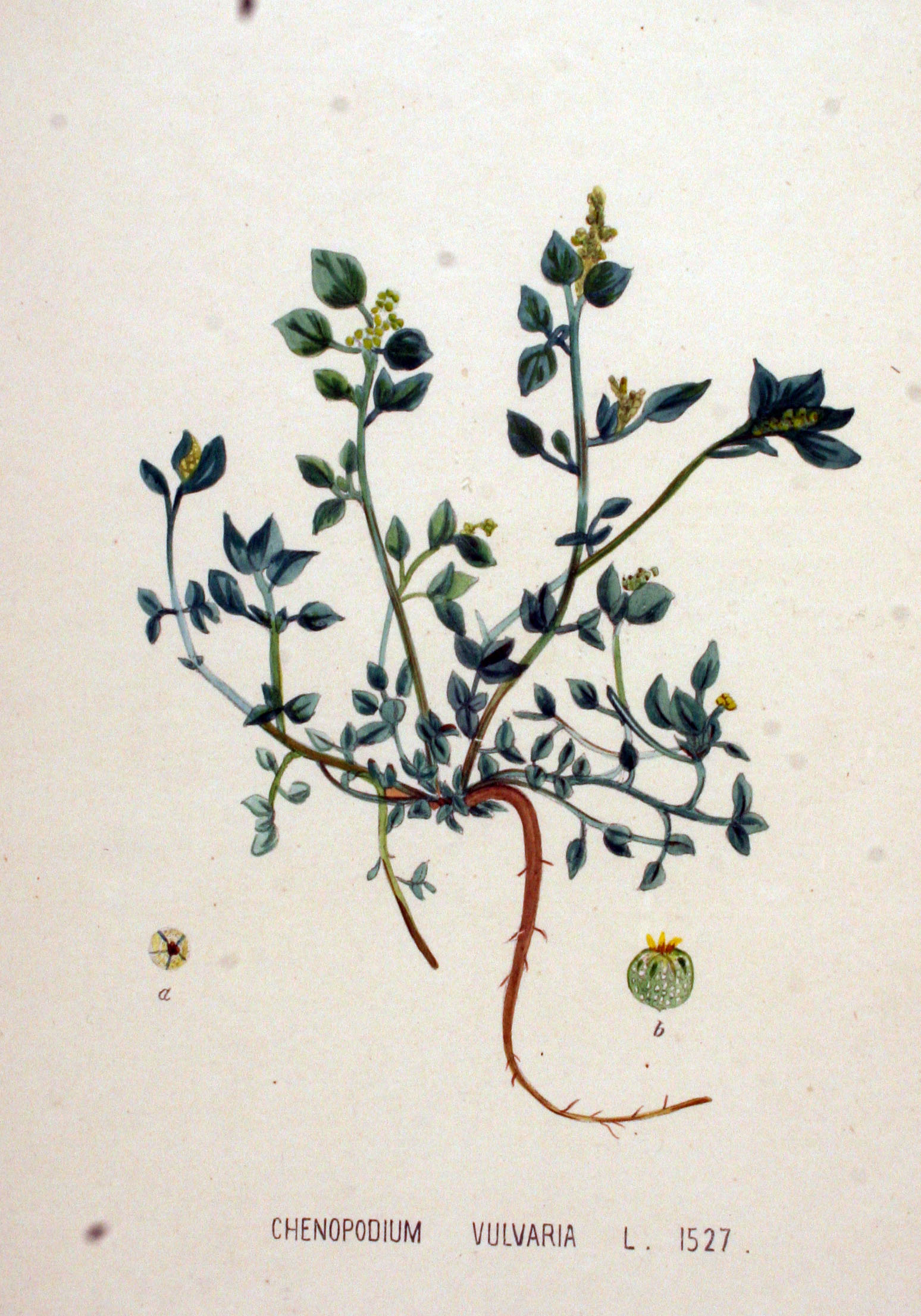
Ілюстрація лободи червоної у книзі Яна Копса «Flora Batava», Volume 20 (1898)

Однорічна багатостеблова рослина. Стебла 10-60 см заввишки, сіруваті від борошнистого нальоту, сильно гіллясті від основи, висхідні, простягнуті, головне стебло не виражене. Листки з довгими черешками, сірувато-зелені з борошнистим нальотом, яйцеподібні або яйцеподібно-ромбічні, 0,6-2,5 см завдовжки, 0,5-2 см завширшки, цілокраї, із загостреною верхівкою, молоді сильноборошнисті, пізніше зверху майже голі, знизу більш-менш запушені. Квітки двостатеві, п'ятичленні, зеленуваті, розташовані в клубочках, що сидять в пазухах листків. Суцвіття короткі і густі, колосоподібні, зібрані на верхівках стебел і гілок. Листочки оцвітини до третини зрощені, на спинці з невеликим горбком або слабокілеваті, борошнисті. Насіння 0,9-1,0 мм в діаметрі, чорні або бурі, блискучі, горизонтальні. Насіннєва шкірка тонколускувата. Рослини при розтиранні суцвіть видають слабкий запах тухлого оселедця. Цвіте в червні-вересні, плоди дозрівають в серпні-жовтні.
Число хромосом: 2n = 18.

## Поширення
Європейсько-передньоазійський вид.
Ареал:
- Африка
  - Північна Африка: Алжир; Єгипет; Лівія; Марокко; Туніс
- Азія
  - Аравійський півострів: Оман; Ємен
  - Західна Азія: Іран; Ірак; Ізраїль; Йорданія; Ліван; Сирія; Туреччина
  - Сибір: Росія — Західний Сибір
  - Середня Азія: Таджикистан
  - Індійський субконтинент: Пакистан
- Європа
  - Північна Європа: Швеція; Велика Британія
  - Середня Європа: Австрія; Бельгія; Чехія; Німеччина; Угорщина; Польща; Словаччина; Швейцарія
  - Східна Європа: Білорусь; Російська Федерація — Європейська частина; Україна (вкл. Крим)
  - Південно-Східна Європа: Албанія; Боснія і Герцеговина; Болгарія; Хорватія; Греція (вкл. Крит); Італія [вкл. Сардинія, Сицилія]; Північна Македонія; Чорногорія; Румунія; Сербія; Словенія
  - Південно-Західна Європа: Франція (вкл. Корсика); Португалія; Іспанія [вкл. Балеарські острови].

Рослина натуралізована в інших регіонах.
Поширена по всій Україні.

## Екологія
Росте як бур'ян в степах, біля будівель, на кам'янистих схилах, пісках, біля доріг, на сміттєвих місцях.

## Хімічний склад
Рослина містить дубильні речовини, ефірну олію з неприємним оселедцевим запахом, солі амонію, фосфати і поташ. У склад олії входить триметіламін. Смак рослини солонуватий, неприємний.

## Використання
У народній медицині насіння використовують проти глистів, надземну частину — як заспокійливе при істерії, різних судомах, мігрені, а також як протиревматичний, протизастудний, маточний засіб. З трав'янистих частин рослини можна приготувати фарбу, яка в залежності від протрав дає жовтий або зелений кольори.